# Robert E. Van Voorst
Robert E. Van Voorst (5 de junho de 1952 (72 anos)) é um teólogo e professor norte-americano. Lecciona Estudos do Novo Testamento no Western Theological Seminary em Holland, no Michigan, e autor de diversas publicações académicas sobre escritos cristãos da Antiguidade e sobre o Novo Testamento em Grego.

## Publicações
- Jesus Outside the New Testament: An Introduction to the Ancient Evidence (2000) ISBN 978-0-8028-4368-5
- Anthology of World Scriptures (2010, 7ª edição)
- Reading the New Testament Today  (2004)
- Building Your New Testament Greek Vocabulary (Resources for Biblical Study)  (2001, 3ª edição)
- Readings in Christianity (2000, 2ª edição)
- Anthology of Asian Scriptures  (2000)
- The Death Of Jesus In Early Christianity (1995)
- The Ascents of James: History and Theology of a Jewish-Christian Community (1989)